# Dryas iulia
Dryas iulia (Fabricius, 1775) è un lepidottero diurno appartenente alla famiglia Nymphalidae, unico rappresentante del genere Dryas Hübner, 1807, diffuso in America Settentrionale, Centrale e Meridionale.

## Descrizione

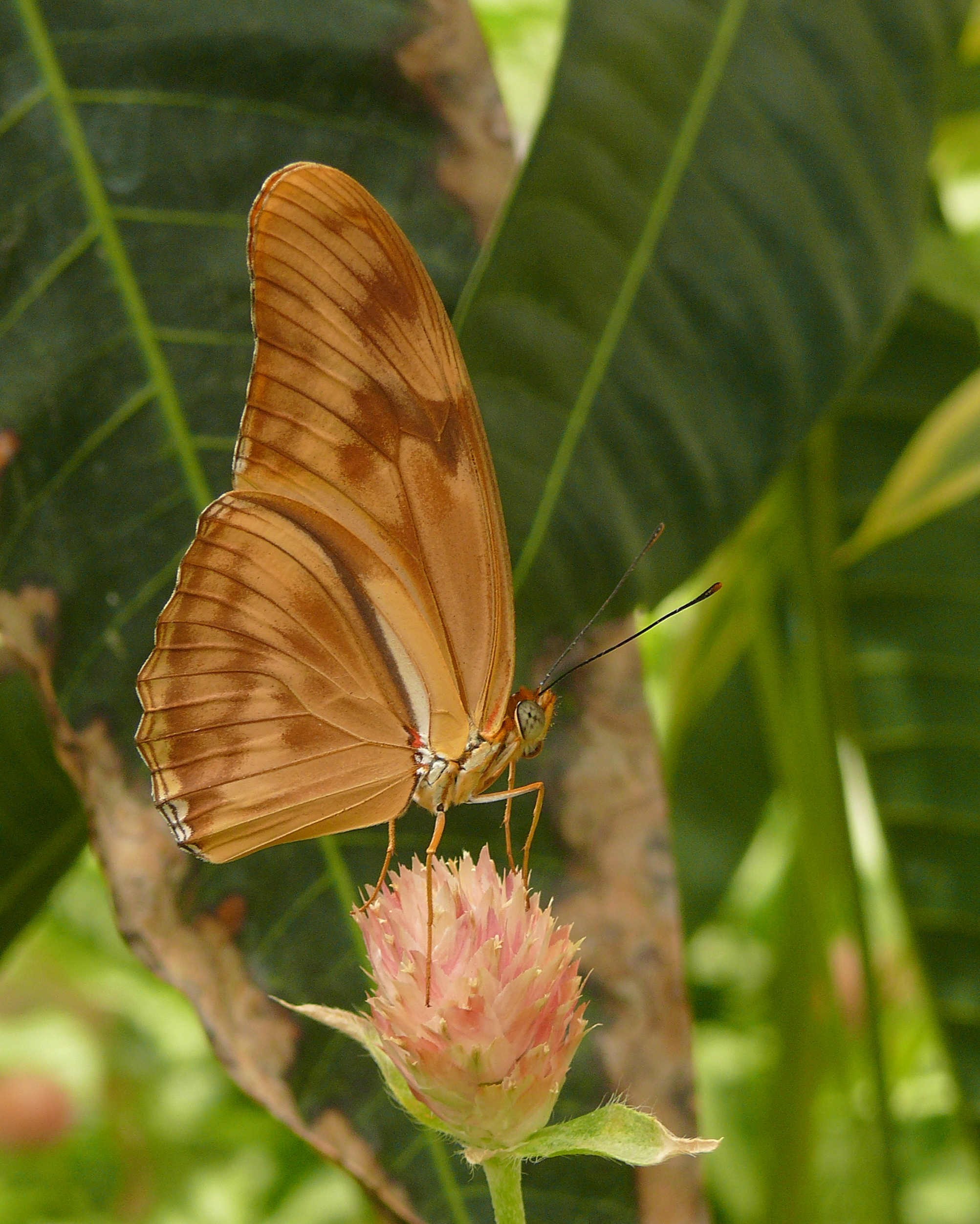
Vista laterale
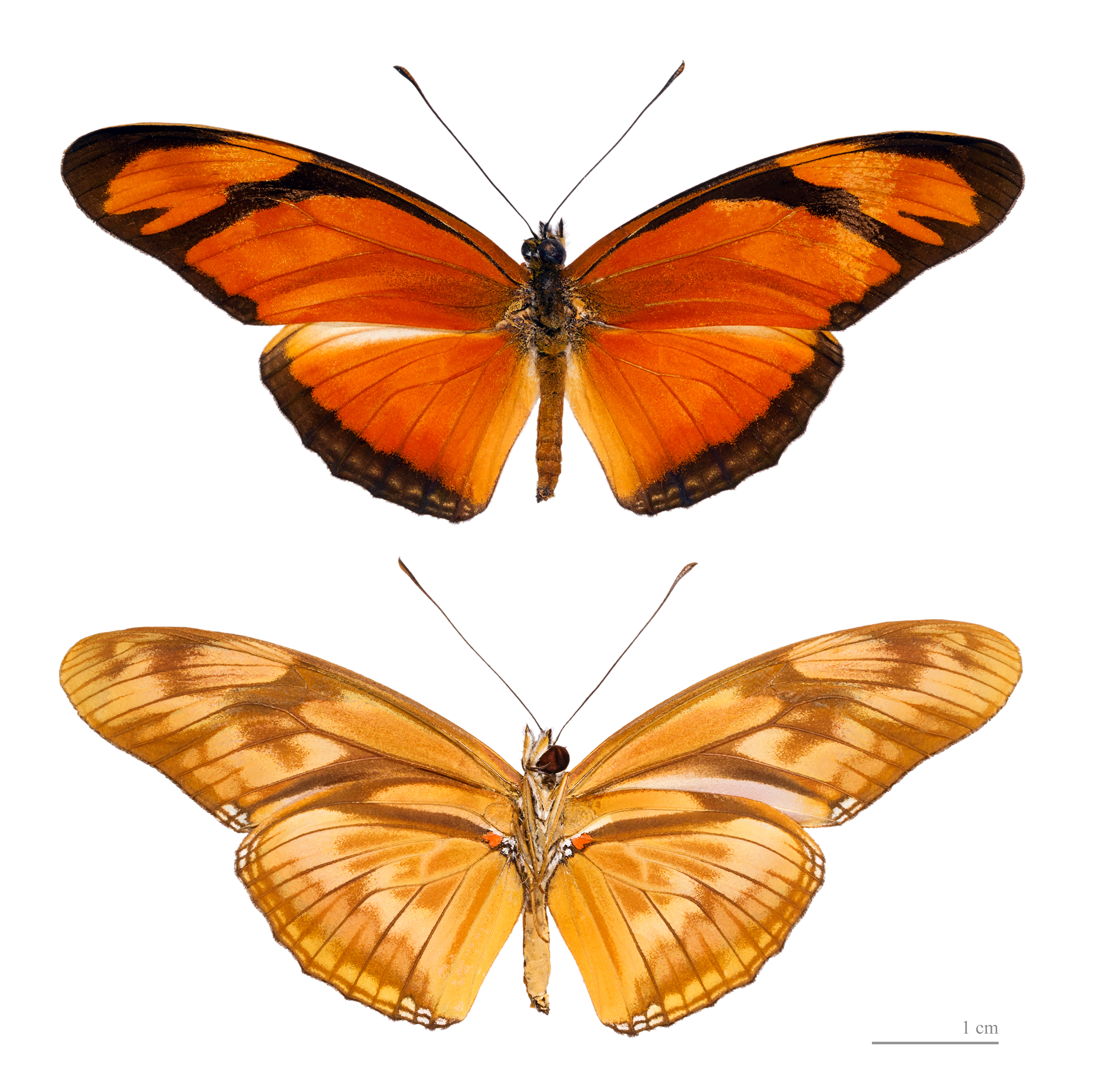
Dryas iulia alcionea MHNT
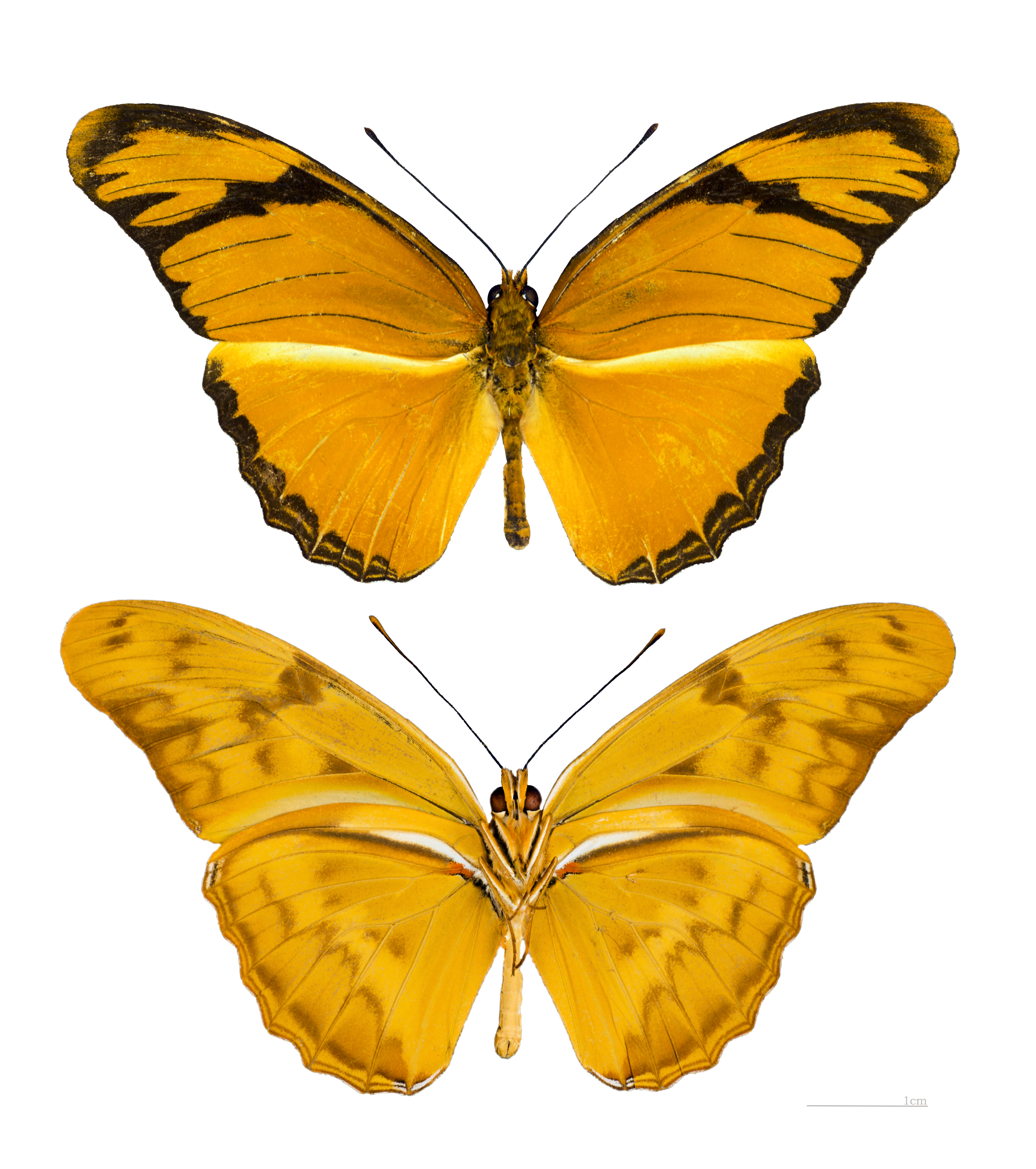
Dryas iulia dominicana MHNT
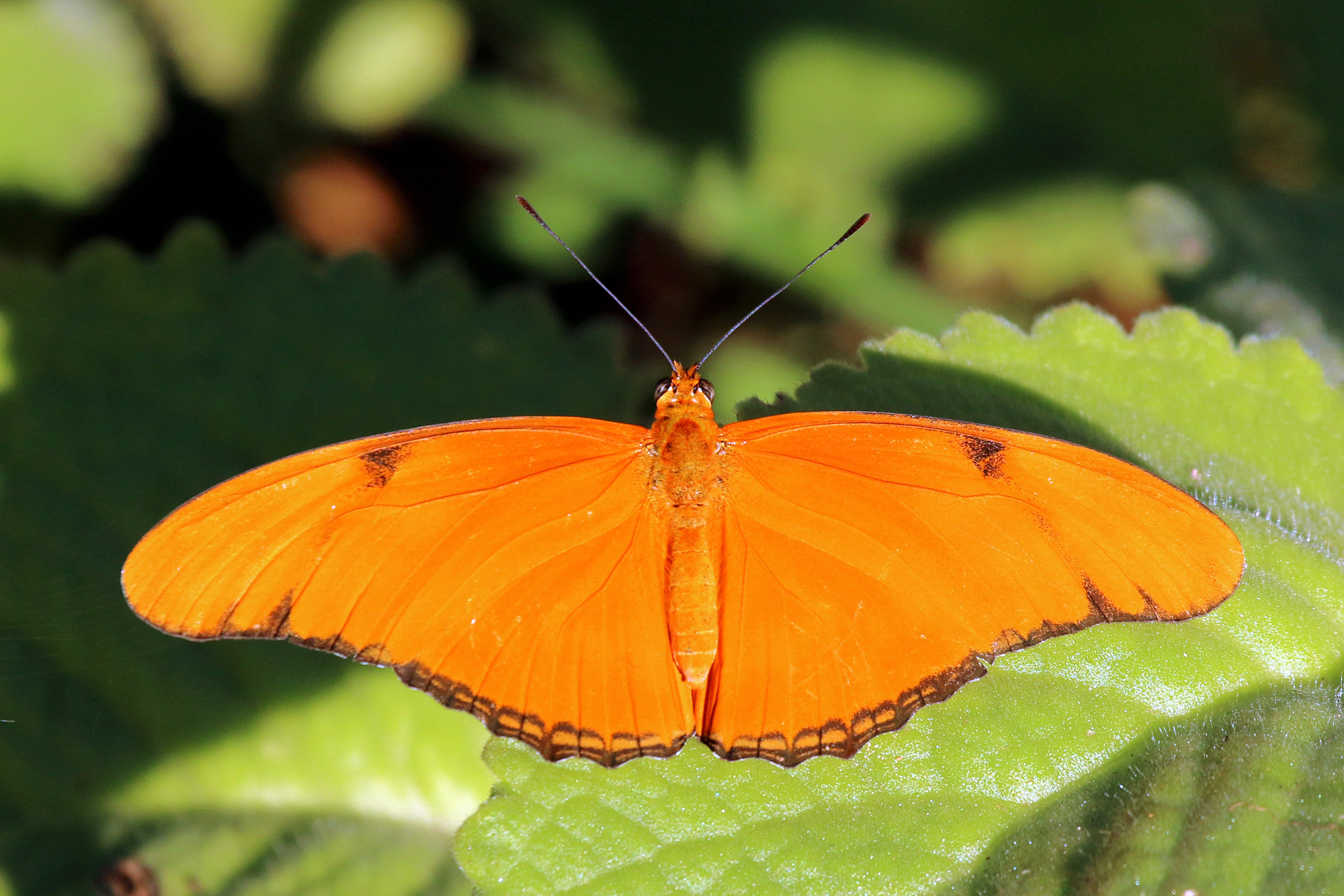
Femmina di D. i. delila, Giamaica
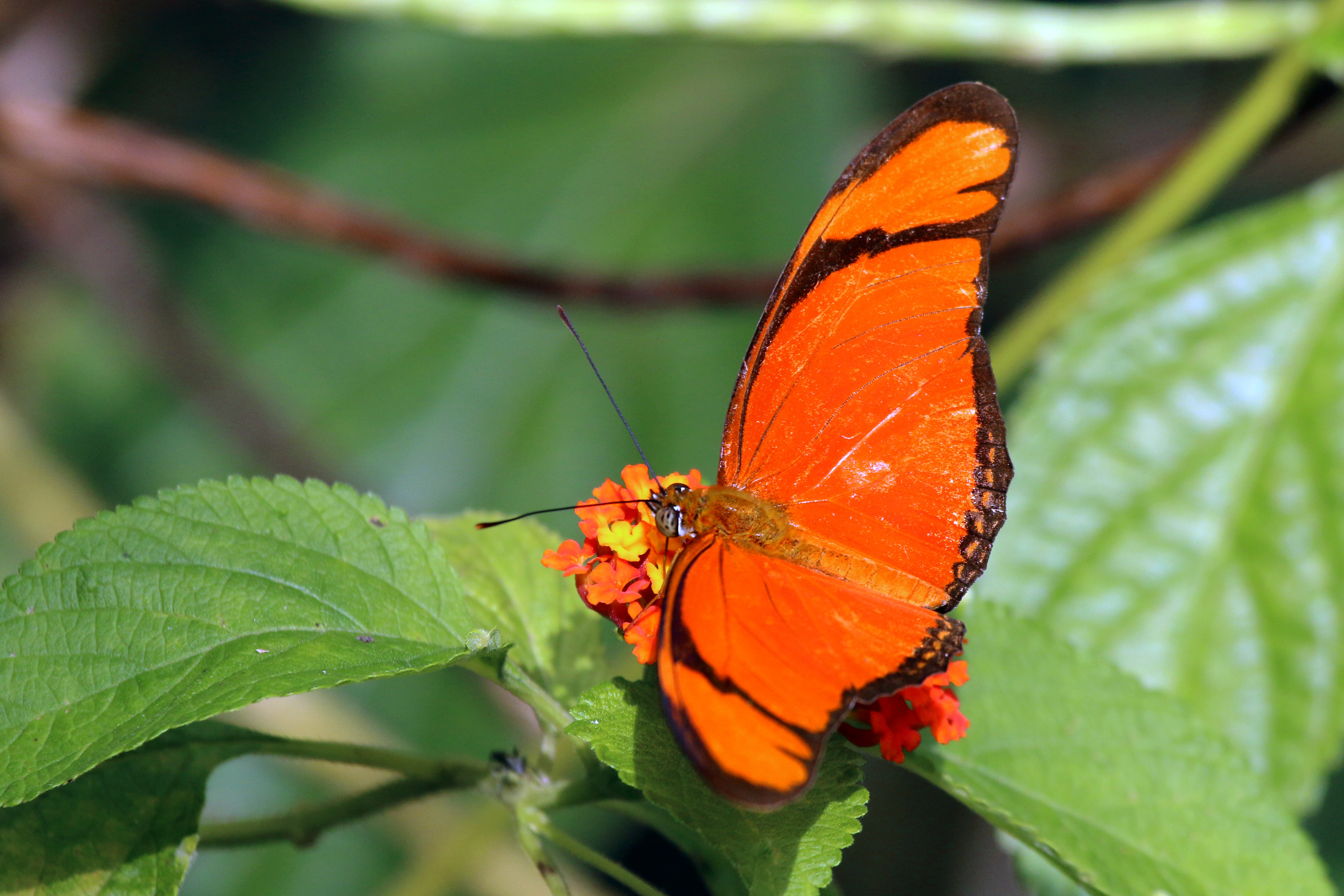
Maschio di D. I. iulia, Trinidad
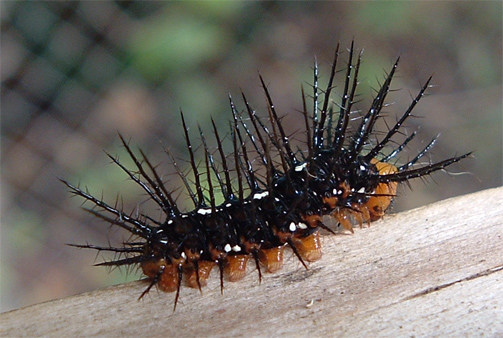
Bruco
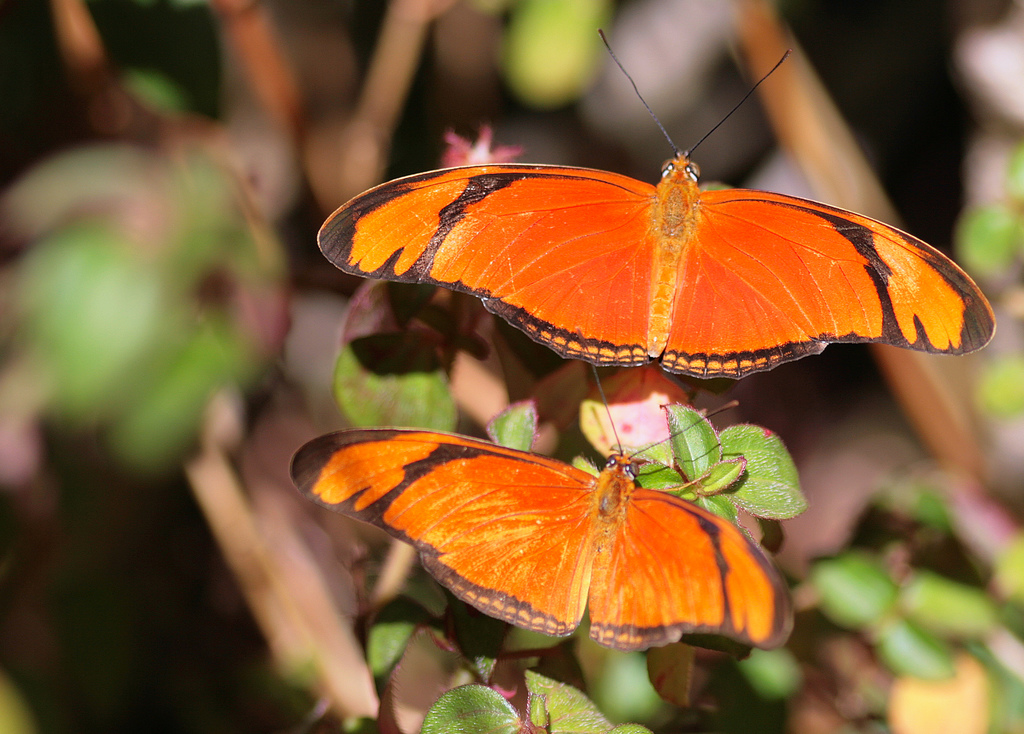
Due adulti
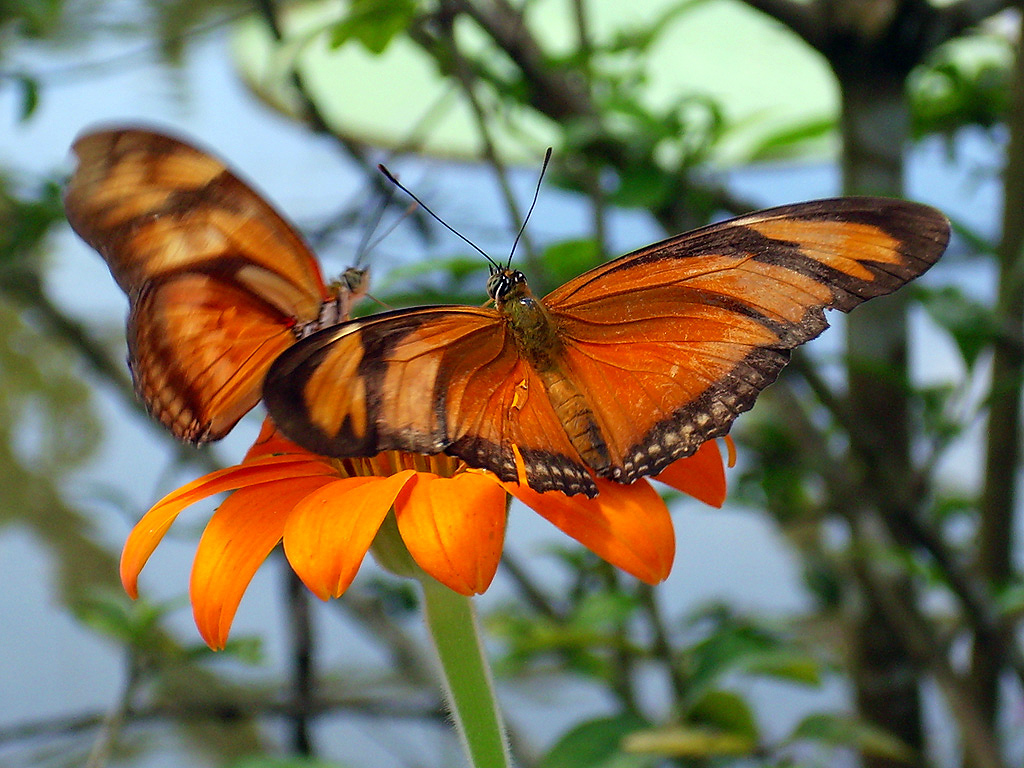
Altri due adulti, di colorazione variegata
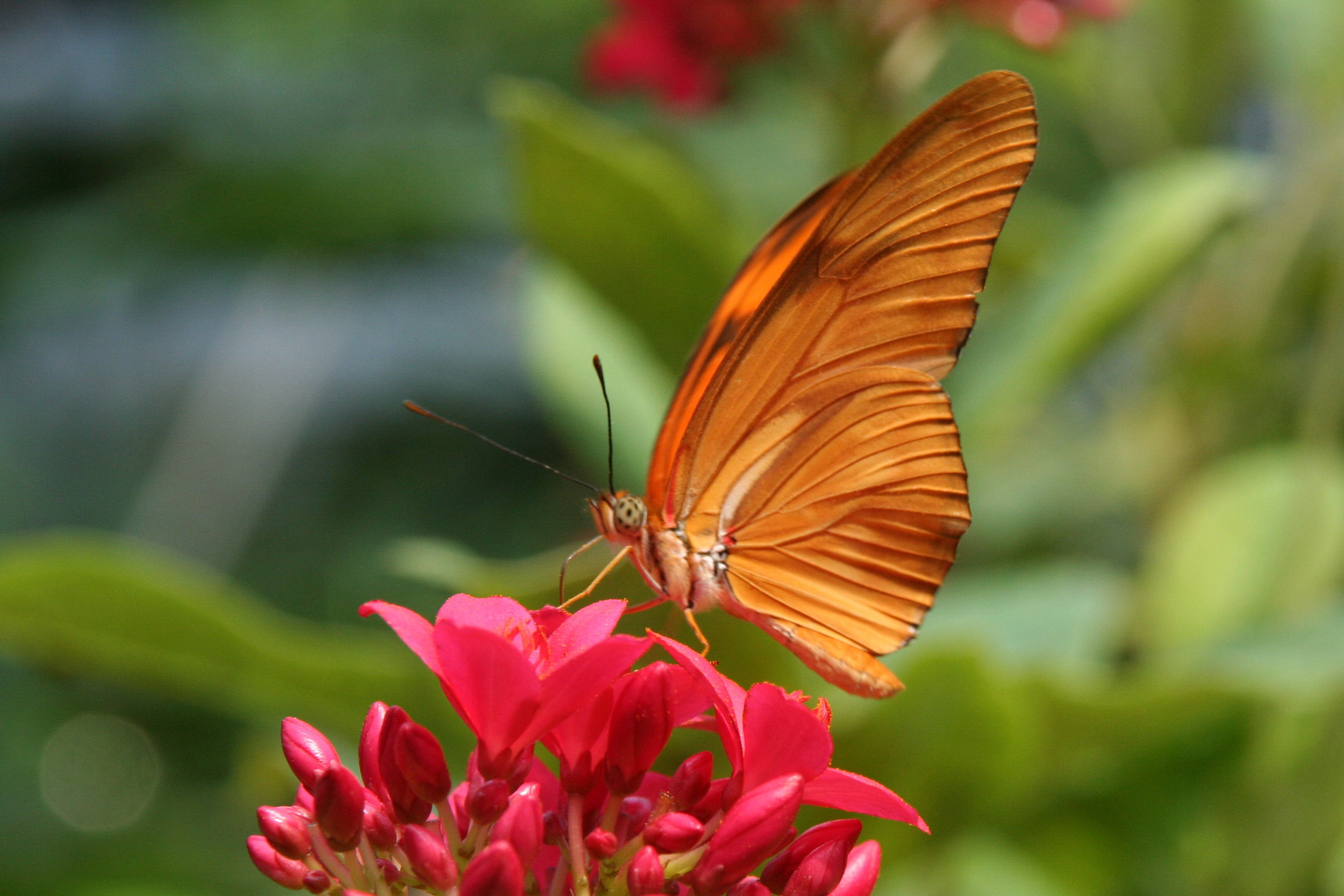
Adulto che mostra la parte inferiore delle ali

L'apertura alare va da 82 a 92 mm; le ali sono colorate nella gamma dell'arancione (più brillante nei maschi) con marcature nere. Questa specie, per ragioni non note, non risulta appetibile per gli uccelli e appartiene al mimetismo Batesiano arancione.

## Biologia

### Comportamento
Questa farfalla può volare velocemente e frequenta foreste e terre boscate.

### Alimentazione
Si nutre del nettare di fiori come la lantana (Lantana) e l'acicula comune (Scandix pecten-veneris).
Beve le lacrime del caimano, di cui irrita l'occhio per farlo piangere. Il suo bruco si nutre di foglie di passiflora.

## Distribuzione e habitat
Si rinviene dal Brasile e dalla Bolivia fino al Texas meridionale e alla Florida; talora in estate raggiunge il Nebraska orientale.

## Tassonomia
Ne sono state descritte quattordici sottospecie::

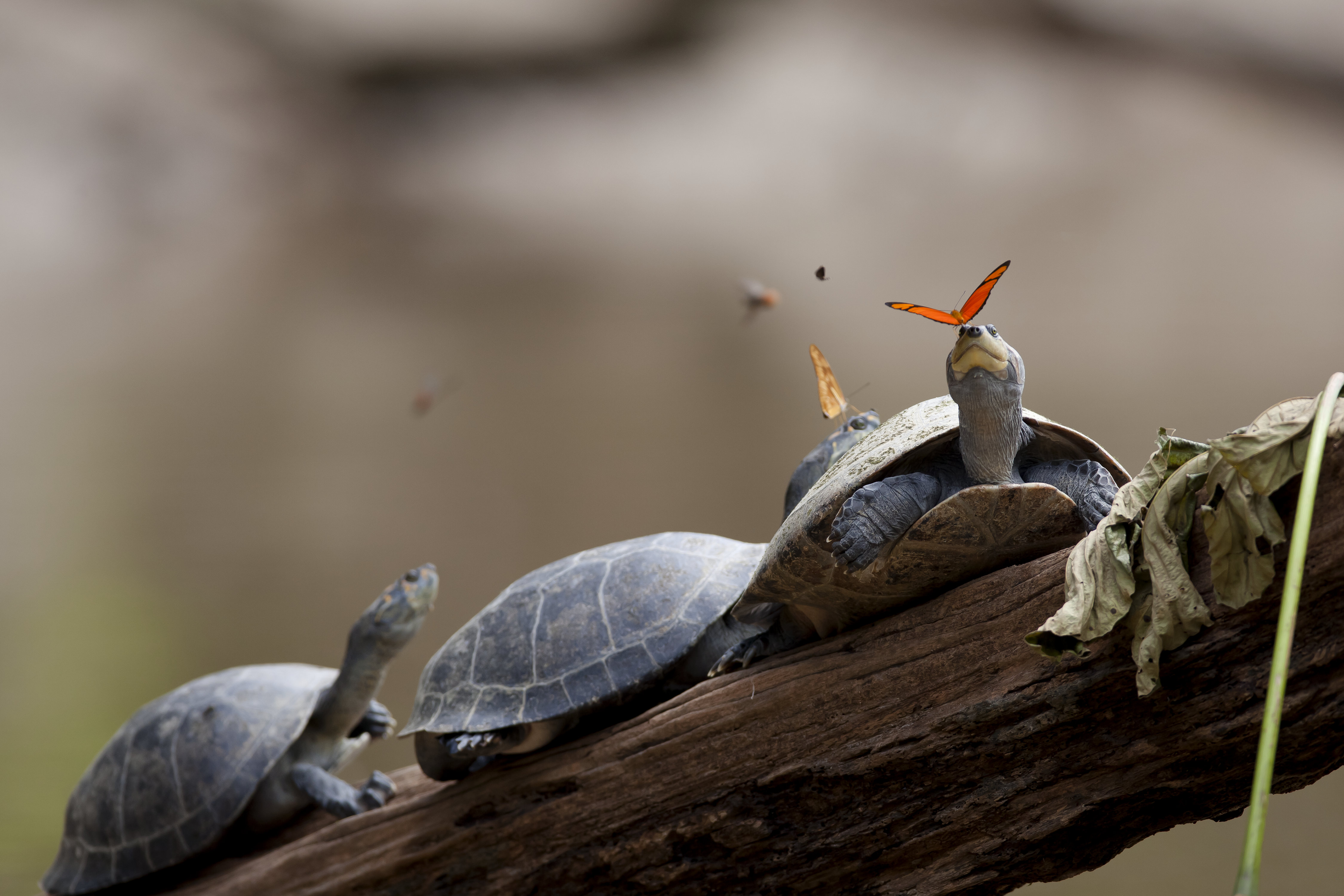
Due farfalle Iulia bevono le lacrime delle tartarughe in Ecuador

- D. i. alcionea (Cramer, 1779)
- D. i. carteri (Riley, 1926)
- D. i. delila (Fabricius, 1775)
- D. i. dominicana (Hall, 1917)
- D. i. framptoni (Riley, 1926)
- D. i. fucatus (Boddaert, 1783)
- D. i. iulia (Fabricius, 1775)
- D. i. lucia (Riley, 1926)
- D. i. largo (Clench, 1975)
- D. i. martinica (Enrico & Pinchon, 1969)
- D. i. moderata (Riley, 1926)
- D. i. nudeola (Bates, 1934)
- D. i. warneri (Hall, 1936)
- D. i. zoe (Miller & Steinhauser, 1992)